# کوپته
کوپِته (به انگلیسی: Kopete) (با تلفظ ko-PEH-tEH) یک کلاینت پیام‌رسان فوری است که به صورت نرم‌افزار آزاد منتشر می‌شود و از پروتکل‌های مختلفی هم پشتیبانی می‌کند. این نرم‌افزار به عنوان جزئی از مجموعه نرم‌افزاری کی‌دی‌ئی عرضه می‌شود. هرچند که این نرم‌افزار را می‌توان بر روی محیط‌های مختلفی اجرا کرد، این برنامه در اصل برای فضاهای کاری کی‌دی‌ئی نوشته شده‌است. پروژه کوپته به این دلیل آغاز به کار کرد که آی‌سی‌کیو در سال ۲۰۰۱ جلوی دسترسی Licq به شبکه‌شان را گرفته بود. بر طبق گفته نویسنده اصلی نرم‌افزار، Duncan Mac-Vicar Prett، نام این برنامه از کلمه اسپانیایی شیلی copete گرفته شده‌است که معنی آن «یک نوشیدنی با دوستانتان» است. برنامه کوپته تاکنون نامزد دریافت چندین جایزه شده‌است.